# 欧州分子生物学研究所
欧州分子生物学研究所（European Molecular Biology Laboratory : EMBL）は、欧州19か国の出資により1974年に創設された分子生物学の研究所である。研究所の本部はドイツのハイデルベルクにあり、他にイギリスのケンブリッジ近郊のヒンクストン（欧州バイオインフォマティクス研究所（EBI））、フランスのグルノーブル、ドイツのハンブルク等に研究施設を有する。
欧州分子生物学研究所の下部組織である欧州バイオインフォマティクス研究所（EBI）は、EMBL Nucleotide Sequence DatabaseというDNAデータベースを提供しているが、これも一般には単にEMBLと呼ばれることが多い。EMBLデータベースは、米国のGenBank、日本のDDBJと並び、「DDBJ/EMBL/GenBank国際塩基配列データベース」を構成する三大国際DNAデータバンクのひとつである。